# Irracionalidade
Irracionalidade é cognição, pensamento, fala ou ação sem racionalidade.
A irracionalidade tem frequentemente uma conotação negativa, como pensamentos e ações que são menos úteis ou mais ilógicos do que outras alternativas mais racionais. O conceito de irracionalidade é especialmente importante na terapia racional emotiva comportamental de Albert Ellis, onde é caracterizado especificamente como a tendência e inclinação que os humanos têm de agir, emocionar e pensar de maneiras inflexíveis, irrealistas, absolutistas e, mais importante, autodestrutivas, socialmente derrotistas e destrutivas.
No entanto, a irracionalidade nem sempre é vista como algo negativo. Muitos assuntos na literatura podem ser vistos como uma expressão do anseio humano pelo irracional. Os românticos valorizavam a irracionalidade em detrimento do que consideravam a filosofia estéril, calculista e sem emoção que pensavam ter sido provocada pelo Iluminismo e pela Revolução Industrial. Os movimentos artísticos surrealistas dadaístas adotaram a irracionalidade como um meio de "rejeitar a razão e a lógica". André Breton, por exemplo, defendeu a rejeição da lógica e da razão puras, que são vistas como responsáveis por muitos problemas sociais contemporâneos.